# VV 166
| VV 166 / NGC-70-Gruppe | VV 166 / NGC-70-Gruppe                     |
| --- | ------------------------------------------ |
| Aufnahme der NGC-70-Gruppe mit einem 24-Zoll-Teleskop |                                            |
| Aufnahme mit einem 24-Zoll-Teleskop. Norden ist ungefähr in der rechten unteren Ecke. Die helle Spiralgalaxie unterhalb der Bildmitte ist NGC 70; links unterhalb davon liegt NGC 68, links oberhalb NGC 71; unmittelbar links der Bildmitte ist NGC 72 zu finden. |                                            |
| Beobachtungsdaten Äquinoktium: J2000.0, Epoche: J2000.0 |                                            |
| Sternbild | Andromeda                                  |
| Rektaszension | 00h 18,4m                                  |
| Deklination | +30° 04′ 0″                                |
| Physikalische Daten |                                            |
| Rotverschiebung | ca. 0,02                                   |
| Radialgeschwindigkeit | ca. 7000 km/s                              |
| Geschwindigkeitsdispersion | 240 km/s (ohne Einbezug von NGC 68)        |
| Entfernung | ca. 300 Mio. Lichtjahre ca. 90 Mio. Parsec |
| Katalogbezeichnungen |                                            |
| VV 166, Arp 113, Holm 6, SRGb062 |                                            |

VV 166 bzw. die NGC-70-Gruppe (manchmal auch Arp 113) ist eine kompakte Galaxiengruppe im Sternbild Andromeda am Nordsternhimmel. Die Gruppe ist etwa 90 Millionen Parsec entfernt und hat eine gewisse Ähnlichkeit zu Stephans Quintett. Halton Arp gliederte seinen Katalog ungewöhnlicher Galaxien nach rein morphologischen Kriterien in Gruppen. Diese Galaxie gehört zu der Klasse Elliptischer Galaxien nahe bei Spiralgalaxien und diese störend (Arp-Katalog).

## Mitglieder
Zu den helleren Gruppenmitgliedern gehören die Spiralgalaxien NGC 70, die elliptische Galaxie NGC 71 sowie die Balkenspiralgalaxie NGC 72, zu den leuchtschwächeren NGC 69 und PGC 1185. Die hellste Galaxie im Bereich der Gruppe, die elliptische Galaxie NGC 68, ist wahrscheinlich kein Mitglied der Gruppe.
| Bezeichnung              | α J2000.0     | δ J2000.0    | Morphologischer Typ | mV   | Winkel-ausdehnung | Positions-winkel | Entfernung (Mio. Lj.) | Katalogbezeichnungen                                                  |
| ------------------------ | ------------- | ------------ | ------------------- | ---- | ----------------- | ---------------- | --------------------- | --------------------------------------------------------------------- |
| PGC 138159               | 00h 18m 12,2s | +30° 03′ 20″ | E                   | 14,7 | 0′,4 × 0′,2       | 100°             | 285                   | historisch beobachtetes Objekt, das zum Eintrag NGC 67 führte         |
| PGC 1185                 | 00h 18m 14,8s | +30° 03′ 48″ | E5                  | 14,8 | 0′,3 × 0′,2       | 51°              | 304                   | PGC 138160 in vielen Katalogen mit NGC 67 identifiziert               |
| NGC 69                   | 00h 18m 20,5s | +30° 02′ 24″ | E/SB0               | 14,8 | 0′,5 × 0′,3       | 33°              | 306                   | PGC 1191, CGCG 499-105, MCG +05-01-66                                 |
| NGC 70                   | 00h 18m 22,5s | +30° 04′ 46″ | Sbc                 | 13,4 | 1′,6 × 1′,4       | 0°               | 328                   | IC 1539, UGC 174, PGC 1194, CGCG 499-108, MCG +05-01-67               |
| NGC 71                   | 00h 18m 23,6s | +30° 03′ 48″ | E-S0/P              | 13,3 | 1′,2 × 0′,9       | 129°             | 307                   | UGC 173, PGC 1197, CGCG 499-107, MCG +05-01-68                        |
| NGC 72                   | 00h 18m 28,4s | +30° 02′ 26″ | SBa                 | 13,8 | 1′,1 × 0′,9       | 15°              | 332                   | UGC 176, PGC 1204, CGCG 499-109, MCG +05-01-69                        |
| NGC 72A                  | 00h 18m 34,3s | +30° 02′ 11″ | E                   | 14,7 | 0′,3 × 0′,3       |                  | 307                   | PGC 1208, CGCG 499-110, MCG +05-01-70                                 |
| Vermutlich kein Mitglied |               |              |                     |      |                   |                  |                       |                                                                       |
| NGC 68                   | 00h 18m 18,5s | +30° 04′ 18″ | E1                  | 13,2 | 1′,2 × 1′,1       | 0°               | 264                   | UGC 170, PGC 1187, CGCG 499-106, MCG +5-1-65, IRAS 00157+2947, H V 16 |

## Beobachtungsgeschichte
Die erste Beobachtung der Galaxien datiert auf den 11. September 1784 und stammt von Wilhelm Herschel, der dabei vermutlich das Mischlicht mehrerer Objekte in diesem Himmelsbereich gesehen haben dürfte. Am 7. Oktober 1855 beobachtete William Parsons die Galaxien und notierte sieben Nebel. Die Objekte wurden später von Dreyer als NGC 67 bis NGC 72 sowie als NGC 74 in seinen New General Catalogue aufgenommen. Der Eintrag NGC 67 wurde in modernen Katalogen mit der Galaxie PGC 1185 identifiziert. Anhand der Beobachtungsskizze von Parsons wurde später jedoch festgestellt, dass dieser nicht diese Galaxie beobachtet hatte, sondern die etwas weniger helle und weiter südwestlich gelegene Galaxie PGC 138159 (gelegentlich als NGC 67A bezeichnet), während die etwa auf halber Strecke zu NGC 68 gelegene Galaxie PGC 1185 dort als Stern gezeichnet ist.
Erik Holmberg beschrieb die kompakte Galaxiengruppe in seiner Dissertation von 1937, in Arps Katalog von 1966 ist sie fotografisch festgehalten und trägt die Nummer 113.